# Vale de Cagaiã
Vale de Cagaiã (Vale de Cagayan) é um região de Filipinas nas Filipinas. De acordo com o censo de 1 de maio  de  2020 possui uma população de 3 685 744 pessoas e 789 269 domicílios.